# 122.ª Brigada Mixta (Ejército Popular de la República)
La 122.ª Brigada Mixta fue una unidad del Ejército Popular de la República creada durante la Guerra Civil Española. Perteneciente a la 27.ª División, tuvo un papel relevante durante la contienda.

## Historial

### Frente de Aragón
La unidad fue creada en mayo de 1937 a partir del 1.er Regimiento de la antigua División «Carlos Marx», que tras la militarización se convirtió en la 27.ª División del Ejército Popular de la República; la brigada quedó adscrita a esta unidad, manteniéndose integrada en esta división durante el resto de la contienda. Al frente de la 122.ª BM quedó el mayor milicias Marcelino Usatorre, mientras que para la jefatura de Estado Mayor fue nombrado el capitán de Infantería Manuel Labandera Genovés. Como comisario político fue nombrado Ignacio Tresaco Ayerre, del Partido Socialista Unificado de Cataluña (PSUC).
Poco después de haberse fundado la unidad tuvo lugar su primera actuación, en la Ofensiva de Huesca, en junio de 1937. La 122.ª BM tuvo un papel destacado durante la ofensiva republicana, aunque la tentativa finalmente fracasí; el propio comandante de la unidad, Usatorre, resultó herido en la mano y por su desempeño sería recompensado con un ascenso. Meses después, en la Ofensiva de Zaragoza, la brigada participó integrada en la «Agrupación A» en el fallido asalto sobre Zuera; también colaboró en un asalto contra las posiciones enemigas de La Paridera. Volvería a participar en una nueva tentativa sobre Zaragoza, entre el 9 y el 11 de octubre de 1937, que se saldó en un fracaso.
El 25 de enero de 1938, durante la Batalla de Teruel, la 122.ª BM acudió al frente y atacó las líneas enemigas, ocupando Casas de la Soya —operación durante la cual sufrió 516 bajas—. Dos días después llegó hasta las posiciones franquistas en Singra, pero hubo de retirarse sin haber logrado conquistar la localidad. Durante la Batalla del Alfambra fue enviada en apoyo de la 132.ª Brigada Mixta, aunque cuando llegó a su destino las posiciones ya habían caído en manos enemigas.
Al comienzo ofensiva franquista en Aragón fue enviada a Utrillas para defender esta localidad, pero el 12 de marzo hubo de retirarse ante la presión enemiga; el 24 de marzo se retiró hacia la línea defensiva del río Cinca, aunque tras la conquista franquista de Lérida se situó en una nueva línea defensiva situada en el río Segre. Marcelino Usatorre pasó a mandar la 27.ª División, por lo que el mando de la 122.ª BM pasó al mayor de milicias Manuel Pérez Cortés.

### Cataluña
En mayo participó en la Ofensiva de Balaguer, donde intervino en los combates más sanguinarios. El 22 de mayo avanzó hacia la Vall de Camarasa y el Barranco Salat hasta la Torre Figueras; el 486.º batallón asaltó dos veces la posición conocida como «El Merengue», aunque sin éxito. Durante los siguientes dos días el 485.º batallón repitió los asaltos contra esta posición, pero fueron rechazados. Durante el 26 y 27 de mayo el 485.º batallón siguió presionando, pero las unidades franquistas —Tiradores de Ifni y un batallón canario— rechazaron una y otra vez los ataques. La 122.ª BM tuvo unas pérdidas muy elevadas durante esta ofensiva, aunque se labró un gran prestigio.
Tras ser reorganizada, la 122.ª BM intervino en la Batalla del Ebro. El 2 de agosto la 27.ª División cruzó el Ebro, dirigiéndose a la Venta de Camposines y posteriormente a Gandesa, donde el 3 de agosto relevó a las fuerzas de 16.ª División. La 122.ª Brigada Mixta agrupaba a los batallones 485, 486, 487 y 488. El 6 de agosto relevó a las fuerzas de la 35.ª División Internacional en la zona de Villalba de los Arcos y el día 19 sostuvo fuertes combates con las fuerzas enemigas en la zona Villalba-Corbera-Vértice Gaeta. El 3 de septiembre una potente ofensiva enemiga cayó sobre la 122.ª BM en la zona de Corbera-Gandesa, debiendo retirarse a La Venta de Camposines. En la noche del 13 al 14 de septiembre se retiró del frente de guerra y cruzó la cabeza de puente en sentido inverso, encontrándose prácticamente deshecha.
Tras el final de la batalla del Ebro la jefatura de Estado Mayor fue asumida por el capitán de milicias Amadeo Bertomeu Esquius. Sin mebargo, la 122.ª BM había sufrido un número de bajas tan elevado que tanto la propia brigada como la 27.ª División seguían sin estar reconstruidas cuando en diciembre de 1938 comenzó la campaña de Cataluña.

## Mandos
Comandantes
- Mayor de milicias Marcelino Usatorre Royo.[11]
- Mayor de milicias Manuel Pérez Cortés.
- ¿Mayor de milicias Asturias?

Jefes de Estado Mayor
- Capitán de infantería Manuel Labandera Genovés.
- Capitán de milicias Amadeo Bertomeu Esquius.

Comisarios
- Ignacio Tresaco Ayerre, del PSUC.
- Sabino Saceda Alonso, del PSUC.